# Noyelles-sur-Mer

Noyelles-sur-Mer este o comună în departamentul Somme, Franța. În 1 ianuarie 2022 avea o populație de 641 de locuitori.